# 基斯杜化·雷蒙德·佩里

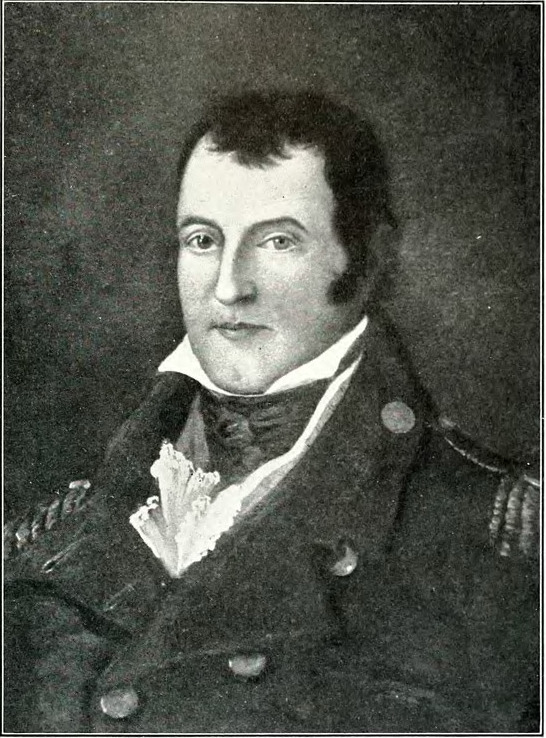
佩里的肖像

基斯杜化·雷蒙德·佩里（英語：Christopherm Raymond Perry，1761年12月4日—1818年6月1日），美國海軍軍官。他的兒子是奧利弗·哈澤德·佩里（Oliver Hazard Perry）和馬休·佩里（Matthew Calbraith Perry），他們都是海軍的傑出人物。

## 生平
佩里出生於羅德島州新港（New Port）。早年他是武裝民船船長。
1799年，他被委任為海軍軍官並且指揮戰艦葛林將軍號。他兒子奧利弗也是在那裡服役。1801年，他正式退休。